# Géant Electronics
 (mars 2021).
Si vous disposez d'ouvrages ou d'articles de référence ou si vous connaissez des sites web de qualité traitant du thème abordé ici, merci de compléter l'article en donnant les références utiles à sa vérifiabilité et en les liant à la section « Notes et références ».
Pour les articles homonymes, voir Géant.
Géant Electronics, ou tout simplement Géant, est une entreprise algérienne spécialisée dans l'électronique et l'électroménager, qui fait partie du groupe Ho Mebarkia, un groupe familial spécialisé dans plusieurs secteurs d’activités tel que l’électroménager (Géant Electronics), l’agroalimentaire (Biscostar), le BTP et la construction (Ahcen Brique et Semco), ainsi que les services logistiques (Géant Logistiques).
Géant Electronics est implantée dans la zone industrielle de la ville de Bordj Bou Arréridj.

## Histoire
À la suite du décès du père de la famille en 1992, l'entreprise des frères Mebarkia se lance dans la commercialisation des produits électroménagers à travers l'importation et le montage.
En 1998, l'entreprise Mebarkio Electronics est créée.
En 2005, l'entreprise est remplacée par Lotfi Electronics, une SARL qui a été dirigée par Lotfi Mebarkia.
En 2007, changement du type de la société en SPA et lancement de la marque Géant Electronics.
Depuis 2011, la marque Géant Electronics enregistre le succès grâce à ses démodulateurs.

## Activités

### Électronique et électroménager[2]
Froid
Réfrigérateurs, Congélateurs.
Cuisson
Cuisinières, Plaques de cuisson, Fours encastrables, Fours électriques, Micro-ondes, Hottes.
Lavage
Lave-vaisselles, Lave-linges.
Climatisation
Climatiseurs Split, Armoirs, Refroidisseurs d‘air.
Chauffage
Chauffages à gaz, Bains d'huile.
Bien-être
Cafetières.
Audio-visuel
Téléviseurs, démodulateurs.
Multimédia
Smartphones.

## Présence internationale
Géant Electronics se place parmi les leaders du Maghreb Arabe et du continent Africain. Elle est présente dans 10 pays africains à la fin 2019.